# Landgericht Rödelheim
Das Landgericht Rödelheim war von 1823 bis 1853 ein erstinstanzliches Gericht der ordentlichen Gerichtsbarkeit in der Provinz Oberhessen des Großherzogtums Hessen mit Sitz in Rödelheim.

## Gründung
Ab 1821 trennte das Großherzogtum Hessen auch auf der unteren Ebene die Rechtsprechung von der Verwaltung. 
 Die bisher von den Ämtern wahrgenommenen Aufgaben wurden Landräten (zuständig für die Verwaltung) und Landgerichten (zuständig für die Rechtsprechung) übertragen. Das konnte aber nur dort geschehen, wo das Großherzogtum über die volle Souveränität verfügte. In standesherrlichen Gebieten war das nicht der Fall. Hier war für dieses Vorgehen eine Abmachung zwischen Staat und Standesherr erforderlich. Im Falle der Grafen von Solms-Rödelheim zog sich das bis 1823 hin, als eigens für ihr kleines Territorium ein Landgericht geschaffen wurde.

## Bezirk
Der Bezirk des Landgerichts Rödelheim umfasste:
- Niederursel (die zum Großherzogtum Hessen gehörende Hälfte[3]),
- Rödelheim[4] und
- Steinbach.[5]

Die Schaffung des vergleichsweise winzigen Bezirks diente ausschließlich der Befriedigung des Prestigebedarfs der Standesherrschaft.

## Ende
In Folge der Revolution von 1848/1849 wurden im Großherzogtum Hessen die Vorrechte der Standesherren im Bereich der Justiz beseitigt. Außerdem wurden 1853 die Grenzen der örtlichen Zuständigkeit der Landgerichte in großem Umfang den inzwischen mehrfach verschobenen Grenzen der Verwaltung angepasst. Bei dieser Gelegenheit wurde das Landgericht Rödelheim zum 15. Oktober 1853 aufgelöst und die von ihm bisher betreuten Gemeinden dem neu gegründeten Landgericht Vilbel zugeschlagen.